# Jeroni Torrella
Jeroni Torrella (València, ca. 1450 - València, post. 1512) fou un metge, matemàtic i astròleg valencià, fill de Ferrer Torrella i germà de Gaspar, també metges.
Va estudiar a Siena i a Pisa, on es va graduar, quan tenia vint anys, de mestre en arts i doctor en medicina. El 1474, a Bolonya, va conéixer Bartomeu Gerp i Girolamo Manfredi, que posteriorment influirien en la seua obra. Tornat a València, es guanyà una gran reputació, i fou metge personal de Ferran el Catòlic i de la germana d'aquest, Joana d'Aragó. El 1502 va ser elegit per la ciutat examinador d'arts i de medicina, i del 1505 al 1508 va ocupar la primera càtedra de medicina de l'Estudi General, que s'havia fundat pocs anys abans.
En la seua única obra impresa, De imaginibus astrologicis, que dedicà a Ferran el Catòlic, exposa molt eruditament els arguments en favor i en contra de l'eficàcia dels segells, generalment d'or i amb signes astrològics, que s'utilitzaven per a prevenir i curar malalties, i els atribueix alguns efectes curatius basats en el poder de la imaginació, alhora que refuta l'exagerada eficàcia que els atribuïen altres autors.

## Obres
- Opus praeclarum de imaginibus astrologicis. València, Alfonso de Orta, 1496

En aquest tractat n'esmenta uns altres sis que havia escrit i que no s'arribaren a imprimir:
- Expositio prima Primi Avicena
- De motu caelorum
- Opusculum pro Astrologia adversus Comitem de Concordia Mirandulanum
- Expositio trium librorum Regni Galieni
- Enucleatum. Opusculum sex quaestionum
- De Fluxu & refluxu maris